# Saint-Mathurin-sur-Loire
Saint-Mathurin-sur-Loire és un municipi francès situat al departament de Maine i Loira i a la regió de País del Loira. L'any 2007 tenia 2.349 habitants.

## Demografia

### Població
El 2007 la població de fet de Saint-Mathurin-sur-Loire era de 2.349 persones. Hi havia 936 famílies de les quals 274 eren unipersonals (116 homes vivint sols i 158 dones vivint soles), 283 parelles sense fills, 313 parelles amb fills i 66 famílies monoparentals amb fills.
La població ha evolucionat segons el següent gràfic:
Habitants censats

### Habitatges
El 2007 hi havia 1.078 habitatges, 951 eren l'habitatge principal de la família, 80 eren segones residències i 46 estaven desocupats. 896 eren cases i 96 eren apartaments. Dels 951 habitatges principals, 657 estaven ocupats pels seus propietaris, 279 estaven llogats i ocupats pels llogaters i 15 estaven cedits a títol gratuït; 73 tenien una cambra, 86 en tenien dues, 124 en tenien tres, 204 en tenien quatre i 465 en tenien cinc o més. 672 habitatges disposaven pel capbaix d'una plaça de pàrquing. A 381 habitatges hi havia un automòbil i a 441 n'hi havia dos o més.

### Piràmide de població
La piràmide de població per edats i sexe el 2009 era:
| Homes | Edats   | Dones |
| ----- | ------- | ----- |
| 0     | 95 o +  | 8     |
| 8     | 90 a 94 | 36    |
| 40    | 85 a 89 | 44    |
| 8     | 80 a 84 | 56    |
| 20    | 75 a 79 | 44    |
| 44    | 70 a 74 | 40    |
| 52    | 65 a 69 | 44    |
| 52    | 60 a 64 | 56    |
| 32    | 55 a 59 | 40    |
| 68    | 50 a 54 | 48    |
| 108   | 45 a 49 | 64    |
| 64    | 40 a 44 | 96    |
| 128   | 35 a 39 | 96    |
| 72    | 30 a 34 | 72    |
| 52    | 25 a 29 | 64    |
| 40    | 20 a 24 | 40    |
| 96    | 15 a 19 | 64    |
| 80    | 10 a 14 | 60    |
| 84    | 5 a 9   | 92    |
| 92    | 0 a 4   | 64    |

## Economia
El 2007 la població en edat de treballar era de 1.431 persones, 1.058 eren actives i 373 eren inactives. De les 1.058 persones actives 972 estaven ocupades (541 homes i 431 dones) i 86 estaven aturades (36 homes i 50 dones). De les 373 persones inactives 146 estaven jubilades, 139 estaven estudiant i 88 estaven classificades com a «altres inactius».

### Ingressos
El 2009 a Saint-Mathurin-sur-Loire hi havia 942 unitats fiscals que integraven 2.314 persones, la mediana anual d'ingressos fiscals per persona era de 18.797,5 €.

### Activitats econòmiques
Dels 91 establiments que hi havia el 2007, 1 era d'una empresa extractiva, 4 d'empreses alimentàries, 6 d'empreses de fabricació d'altres productes industrials, 18 d'empreses de construcció, 15 d'empreses de comerç i reparació d'automòbils, 1 d'una empresa de transport, 7 d'empreses d'hostatgeria i restauració, 4 d'empreses financeres, 5 d'empreses immobiliàries, 9 d'empreses de serveis, 15 d'entitats de l'administració pública i 6 d'empreses classificades com a «altres activitats de serveis».
Dels 29 establiments de servei als particulars que hi havia el 2009, 1 era una oficina d'administració d'Hisenda pública, 1 una oficina bancària, 1 taller de reparació d'automòbils i de material agrícola, 1 autoescola, 2 paletes, 2 guixaires pintors, 5 fusteries, 4 lampisteries, 2 electricistes, 3 perruqueries, 3 restaurants, 3 agències immobiliàries i 1 saló de bellesa.
Dels 8 establiments comercials que hi havia el 2009, 1 era una botiga de menys de 120 m², 3 fleques, 1 una carnisseria, 1 una llibreria, 1 una botiga d'electrodomèstics i 1 una floristeria.
L'any 2000 a Saint-Mathurin-sur-Loire hi havia 46 explotacions agrícoles que ocupaven un total de 1.584 hectàrees.

## Equipaments sanitaris i escolars
El 2009 hi havia 1 farmàcia i 1 ambulància.
El 2009 hi havia 2 escoles elementals.

## Poblacions més properes
El següent diagrama mostra les poblacions més properes.